# Юрійовичі
Юрійовичі — одна з гілок династії Рюриковичів, молодша гілка Мономаховичів. Засновник роду — Юрій Володимирович Долгорукий (1090—1157), один з молодших синів Володимира Мономаха. Головним уділом роду було Володимиро-Суздальське князівство, пізніше Велике князівство Володимирське, також Юрійовичі довший час контролювли Переяславське князівство і боролись за вплив з іншими гілками Рюриковичів у Великому князівстві Київському та Новгородському князівстві. Найбільшої могутності династія досягла за князювання синів Юрія Володимировича — Андрія Боголюбського та Всеволода "Велике Гніздо". Після смерті останнього Володимиро-Суздальське князівство розпалось на уділи. В XIV ст. провідне місце серед Юрійовичів отримали потомки Данила Олександровича (Даниловичі), які правили Московським князівством. З кін. XIV ст. їм вдалось об'єднати більшу частину Північно-Східної Русі, з 1547 р. — Царі Московські (Російські).

## Генеалогія
- Юрій Володимирович Долгорукий (1090 — 15 травня 1157) — син Володимира Мономаха; великий князь київський (1149—1151, 1155—1157), князь суздальський (1108—1135, 1136—1149, 1151—1155) і переяславський(1134—1135); засновник Москви. 
  - Ростислав Юрійович (?—1151) — князь новгородський (1138—1139), переяславський (1149—1151)
    - Мстислав Ростиславич Безокий (? —1178) — князь новгородський (1160, 1175—1176, 1177—1178), городець-остерський (1169—1171), суздальський (1175—1176)
    - Ярополк (Федір) Ростиславич — князь пороський (1170—1173), владимирський (1175—1176), торжський (1177—1178, 1180—1181)

  - Андрій Юрійович Боголюбський (?—1174) — князь вишгородський (1149—1150, 1155—1156), пересопницько-турівський (1150—1151), суздальский (1156—1169), великий князь владимиро-суздальський (1169—1174).
    - Ізяслав Андрійович (?—1165)
    - Мстислав Андрійович (?—1173) — очолював коаліцію князів яка розграбувала Київ у 1169 році.
      - Василь Мстиславич (1170—?)

    - Гліб Андрійович (?—1174)
    - Юрій Андрійович — князь новгородский (1172—1175), цар Грузії (?) (бл. 1185—1187, 1189/1190). Дружина — грузинська цариця Тамара Велика (1163—1213)

  - Іван Юрійович (?—1147) — князь курський (1146—1147)
  - Гліб Юрійович (?—1171/1173) — князь переяславський, великий князь київський (1169—1171).
    - Володимир Глібович (?—1187) — князь переяславський (1169—1187)
    - Ізяслав Глібович (?—1183)
    - Марія Глібівна — дружина Буй-Тур Всеволода Святославича, князя курського і трубчевського.

  - Борис Юрійович (?—1159) — князь білгородський (1149—1151), турівський (1154—1157)
  - Ольга (Єфросинія) Юріївна (? — 4 липня 1181) — дружина галицького князя Ярослава Осьмомисла.
  - Марія Юріївна — з 1150 р. дружина новгород-сіверського князя Олега Святославича.
  - Василько Юрійович (? — після 1161) — князь суздальський
  - Мстислав Юрійович (? — після 1157) — князь новгородський (1154—1157)
    - Ярослав (Гавриїл) Мстиславич "Красний" — князь переяслав-заліський (1176), новгородський (1176—1177), волоцький (1177—1178), переяславський (1196—1199)

  - Ярослав Юрійович (?—1166)
  - Святослав Юрійович — князь юрієвський
  - Михайло Юрійович (1145/1153 — 20 червня 1176) — князь владимиро-суздальський (1174—1176).
    - Пребрана Михайлівна — дружина новгородського князя Володимира Святославича.

  - Всеволод Юрійович Велике Гніздо (1154—1212) — великий князь київський (1173), князь владимиро-суздальський (1176—1212)
    - Збислава Всеволодівна (1178 — ?)
    - Верхуслава (Антонія/Анастасія) — дружина Ростислава Рюриковича.
    - Костянтин Всеволодович Добрий (1186—1218) — князь новгородський, ростовський (1212—1216) і владимирський (1212—1218)
      - Василько Костянтинович (1209—1238) — князь ростовський (1217—1238), вбитий монголами, православний святий. Від нього походить Білозерсько-Ростовська гілка Рюриковичів.
      - Всеволод Ярославич (1210—1238) — князь ярославський (1218—1238), загинув у битві з монголами на р. Сіті, православний святий. Дружина — Марина, дочка курського князя Олега
        - Василій Всеволодович (1229—1249) — князь ярославський (1238—1249). 1245 р. одружився з княгинею Ксенією невідомого походження.
          - Марія Василівна (бл. 1246—1281) — спадкоємиця ярославського князівства. Бл. 1260 р. вийшла заміж за Федора Ростиславича Чорного із Смоленських Ростиславичів, до якого перейшло Ярославське князівство.

        - Костянтин Всеволодович (?—бл. 1255)

      - Володимир Костянтинович (1214—1249) — князь углицький
        - Андрій Володимирович
        - Роман Володимирович

    - Всеслава Всеволодівна — дружина Ростислава Ярославича сновського
    - Борис Всеволодович (?—1188)
    - Гліб Всеволодович (?—1188)
    - Юрій Всеволодович (1188—1238) —  князь городоцький (1216—1217), суздальський (1217—1218), великий князь владимирський (1212—1216, 1218—1238),
      - Всеволод (Дмитрій) Юрійович (1212—1238)
      - Мстислав Юрійович (після 1213—1238)
      - Добрава Юріївна (1215—1265) — дружина волинського князя Василька Романовича (1203—1269)
      - Володимир Юрійович (після 1218—1238)
      - Феодора Юріївна (1229—1238)

    - Олена
    - Ярослав (Федір) Всеволодович (1191—1246) — князь переяславський (1200—1206), переяславль-залеський (1212—1238), великий князь київський (1236—1238, 1243—1246), великий князь владимирський (1238—1246), князь новгородський (1215, 1221—1223, 1226—1229, 1231—1236).
      - Федір Ярославич (1220—1233), князь новгородський, помер перед весіллям в 13-річному віці
      - Олександр Невський (1221—1263), князь переяславль-залеський, князь новгородський (1236—1252), великий князь владимирський (1252—1263), був одружений з Олександрою Брячиславною, дочкою полоцького князя
        - Василь Олександрович (до 1245—1271) — князь новгородський;
        - Дмитро Олександрович (1250—1294) — князь новгородський (1260—1263), князь переяслав-залеський, великий князь владимирський в 1276—1281 і 1283—1293 роках;
          - Олександр Дмитрович (?—1292)
          - Іван Великий Дмитрович (?—1302) — останній удільний князь Переяслава-Залеського. Після його смерті князівство перейшло до Данила Московського.
          - Іван Менший Дмитрович — помер немовлям.
          - Марія Дмитрівна — була дружиною псковського князя Довмонта.

        - Андрій Олександрович (бл. 1255—1304) — князь костромський (1276—1293, 1296—1304), великий князь владимирський (1281—1284, 1292—1304), князь новгородський (1281—1285, 1292—1304) та городецький (1264—1304);
          - Борис Андрійович (?—1303) — князь костромський, помер молодим.
          - Михайло Андрійович (?—1311)
          - Юрій Андрійович

        - Данило Олександрович (1261—1303) — князь московський (1263—1303), засновник московської великокняжої династії Даниловичів, яких традиційно називали просто Рюриковичами.
        - Євдокія Олександрівна — дружина смоленського князя Костянтина Ростиславича.

      - ім'я невідоме (1222—1238), князь тверський
      - Андрій Ярославич (1225—1264) — князь суздальський (1256—1264), великий князь владимирський (1248—1252), був предком Суздальської, пізніше — Нижегородсько-суздалської гілки Юрійовичів. З неї в середині XV ст. виділився княжий рід Шуйських, найвідомішим представником якої був московський цар Василій Шуйський.
      - Михайло Ярославич Хоробрит (1226—1248), перший московський князь, великий князь владимирський
      - Данило Ярославич (1227—1256)
      - Ярослав Ярославич (1229—1271), князь тверський, великий князь владимирський, засновник Тверської династії.
      - Костянтин Ярославич (1231—1255), князь галич-мерський, засновник Галич-Мерської і Дмитровської гілок Юрійовичів.
      - Афанасій Ярославич (1239)
      - Марія Ярославна (1240)
      - Василь Ярославич Квашня (1241—1276) — князь костромський, великий князь владимирський
      - Уляна (Євдокія) Ярославна (1243)

    - Володимир (Дмитрій) Всеволодович — князь стародубський
    - Святослав (Гавриїл) Всеволодович (1196—1252) — великий князь владимирський (1246—1248)
      - Дмитро Святославич (1228—1269)

    - Іван Всеволодович Каша (1198—1246) — князь стародубський.
      - Михайло Іванович (?—1281) — князь стародубський (1277—1281). Його потомки — князі Стародубські.